# Fifth Harmony Theatre Tour
Il Fifth Harmony Theatre Tour è stato il primo tour ufficiale del gruppo musicale statunitense Fifth Harmony creato per promuovere il loro EP Better Together (2013). La tournée è stata intrapresa dal 25 ottobre al 5 novembre 2013. Il tour è stato composto da 2 tappe con un totale di 6 spettacoli (2 in Canada e 4 negli Stati Uniti).

## Background
Il tour è stato creato per promuovere il primo EP della band dal titolo Better Together. La tournée è iniziata il 25 ottobre 2013 a Boston ed è terminata il 5 novembre 2013 a Toronto .

## Scaletta del tour
1. Don't Wanna Dance Alone
2. Better Together
3. Leave My Heart Out of This
4. One Wish
5. Tellin’ Me
6. Honeymoon Avenue (cover di Ariana Grande)
7. Red (cover di Taylor Swift)
8. Who Are You
9. Anything Could Happen(cover di Ellie Goulding)
10. Me & My Girls
11. Miss Movin' On (mash-up con I Knew You Were Trouble di Taylor Swift)
12. Stay (cover di Rihanna)

## Curiosità
- Il 29 ottobre 2013 durante il concerto tenutosi a Patchogue, in occasione della festività di halloween, si sono mascherate come i cinque componenti del noto gruppo inglese Spice Girls e hanno realizzato una versione della canzone Wannabe[3].

## Date del tour
| Nord America.    |            |             |                             |
| 25 ottobre 2013  | Boston     | Stati Uniti | Royale Boston               |
| 27 ottobre 2013  | Montréal   | Canada      | Teatro Corona Virgin Mobile |
| 29 ottobre 2013  | Patchogue  | Stati Uniti | The Emporium                |
| 1º novembre 2013 | Glenside   | Stati Uniti | Keswick Theatre             |
| 2 novembre 2013  | Toms River | Stati Uniti | Pine Belt Arena             |
| 5 novembre 2013  | Toronto    | Canada      | The Opera House             |